# Atlas Voyages
Atlas Voyages est une agence de voyages marocaine créée en 1964. Aujourd’hui, elle compte plus de 17 agences.

## Historique
En 1964, Benjelloun Et Mohamed Aziz Chérif-Alami, président de la Fédération des Agences de Voyage du Maroc, fonde Atlas Voyages. Son fils Othmane Chérif-Alami le rejoint en 1974, et le remplace à la suite de son décès.
Dans les années 1980, Atlas Voyages se spécialise dans l'incentive. En 1989, le volet tourisme du Congrès mondial de la fertilité et de la stérilité de Marrakech permet à Atlas Voyages de se lancer dans l'événementiel. Atlas Voyages organise également le congrès Ford-France en 1982 (1.500 personnes), et le congrès d'IBM-France en 1984 (3.200 personnes). La filiale ABF Congrès International est créée en 1991. En 1999, Atlas Voyages crée Atlas Agro pour cibler les expositions agro-alimentaires étrangères.
En 2006, Marmara ouvre son premier club, à Marrakech, en partenariat avec le groupe Atlas Voyages.
En 2009, Atlas Voyages signe un partenariat avec le Club Med pour commercialiser les offres du voyagiste au Maroc, ainsi que ses offres internationales aux Marocains. Atlas signe également un partenariat avec Hogg Robinson Group (HRG) pour développer ses activités de tourisme d'affaires.
En 2013, Atlas Voyages lance le site Atlas élite (luxe), Atlas event (événementiel), puis le site teyara.ma en 2014 (billets d'avion), hotelia.ma en 2015 (réservation d'hôtels). Entre 2012 et 2017, la société investit 12 millions de dirhams dans son développement digital,.
En janvier 2018, Atlas Voyages est sélectionnée l'agence exclusive du programme officiel d'hospitalité de la Coupe du monde de football de 2018,. En mars 2018, l'entreprise de voyages lance la première API publique au Maroc. En novembre 2018, Atlas annonce le lancement de sa première application mobile.
En juillet 2019, Atlas Voyages ouvre le Palmiya Fun and Water Land, un parc aquatique qui marque un tournant vers l'exploitation de sites touristiques par le groupe de voyages,.

## Description
Atlas Voyages intervient dans tous les domaines du tourisme (voyagisme, billetterie, vols secs, voyages organisés et de loisirs, voyages d’affaires, groupes, congrès, séminaires, incentive) à travers les division suivantes :
- Atlas Voyages DMC (Destination Management Company)
- Atlas Voyages pour le réceptif Loisirs
- Atlas Voyages Corporate & Events
- Atlas Corporate & Events pour le voyage d’affaires et l’événementiel
- Atlas Voyages Grand Public pour le Loisir des Marocains et nationaux

En 2018, Atlas Voyages a enregistré un chiffre d'affaires de 550 millions de dirhams, comptant 17 agences et employant 200 personnes.

## Affiliations
- FNT (Fédération nationale du tourisme)
- CGEM (Confédération Générale Economique du Maroc)
- IATA (Association Internationale du Transport Aérien)
- SITE (Society of Incentive & Travel Executives)
- JATA (Japanese Association of Travel Agencies)
- IAGTO (International Association of Golf Tour Operators)
- WATA (World Association of Travel Agencies)
- MOA (Mediterranean Operators association)
- TOI (Tour Operator Initiative for sustainable Tourism – supported by UNEP )